# Antoniów (przystanek kolejowy)
Antoniów – przystanek kolejowy w Antoniowie, w województwie łódzkim, w Polsce. Otwarty w roku 1980.

## Ruch pasażerski
| Rok  | Wymiana pasażerska na dobę |
| ---- | -------------------------- |
| 2017 | 0-9                        |
| 2022 | 10-19                      |
| 2023 | 20-49                      |